# ملعب المدينة الدولي
ملعب المدينة الدولي هو ملعب كرة قدم يقع في بغداد ويتسع لأكثر من 30 ألف متفرج افتتح عام 2021، وهو ثاني ملعب في الشرق الأوسط يعتمد كلياً على الطاقة الشمسية في تشغيل مرافقه كافة، فالملعب يشتمل على خلايا شمسية بمساحة قدرها (7000) متر مربع مركبة على سقف الملعب تزوده بـ 1200 كي في تكفي للإنارة والمصاعد والتبريد والإنارة الحديثة المتكونة من 136 بروجكتراً ذات قدرة 200 واط.

## التاريخ

### المشروع
المشروع يتكون من عدة فقرات، فالملعب الرئيسي بسعة 30 ألف متفرج، ويوجد ملعبين للتدريب بسعة 2000 متفرج والآخر بسعة 500 متفرج، ومن ضمنهم مضمار للجري وفندق 4 نجوم بخمسين غرفة، والمشروع بالكامل أُحيل إلى شركة تركية، وتمت المباشرة فيه في بداية عام 2012. ولكن الأرض كانت تسع فقط للملعب الرئيسي، بسبب المتجاوزين (الحواسم) ومعارض السيارات.

### الاسم
تم تغيير اسم الملعب ثلاث مرات. في البداية أطلق عليه اسم «ملعب مدينة الصدر» ولكن وزارة الشباب والرياضة قررت في عام 2017 تسميته «ملعب الحبيبية» نسبةً إلى منطقة الحبيبية التي يقع فيها الملعب. أخيرًا، في أوائل كانون الأول 2019، تم اختيار اسم «ملعب الشهداء» تكريماً لشهداء مظاهرات تشرين. ثم غُيّر اسم الملعب مرة أخرى إلى «ملعب المدينة الدولي» ليستقر على هذا الاسم ويفتتح به يوم 1 كانون الأول 2021.

## قائمة المباريات الدولية
|  | يشير إلى فوز العراق بالمباراة     |
|  | يشير إلى انتهاء المباراة بالتَّعادل |
|  | يشير إلى خسارة العراق في المباراة |

| #  | التاريخ              | المباراة                  | النتيجة | المنافسة               | الحضور  |
| -- | -------------------- | ------------------------- | ------- | ---------------------- | ------- |
| 1. | 21 كانون الثاني 2022 | العراق × أوغندا           | 1–0     | ودية                   | 20,000+ |
| 2. | 18 آذار 2022         | العراق × زامبيا           | 3–1     | ودية                   | 25,237  |
| 3. | 16 أيلول 2024        | الشرطة × النصر            | 1–1     | دوري أبطال آسيا        | 29,270  |
| 4. | 18 أيلول 2024        | القوة الجوية × ألتين أسير | 2–1     | دوري أبطال آسيا الثاني | 10,741  |
| 5. | 23 تشرين الأول 2024  | القوة الجوية × الخالدية   | 1–2     | دوري أبطال آسيا الثاني |         |